# イオンモール和歌山
イオンモール和歌山（イオンモールわかやま）は、和歌山県和歌山市ふじと台に所在するショッピングセンターである。
2014年（平成26年）3月16日に開業した。

## 概要

### 立地と商圏
和歌山市北部のニュータウン「ふじと台」の北側にある商業地区に立地。
南海本線和歌山大学前駅の駅ビル「ふじと台ステーションビルエスタシオン」の東側にあり、同ビル東館3階とブリッジで直結している。
国道26号線などと接続する和歌山市道中平井線沿いにある。
開業時点では、和歌山市道中平井線が接続する第二阪和国道 は未開通であるが、ふじと台に近接する平井ランプが開通すると、和歌山市内などからの利便性向上が見込まれることから、開通後にさらに広域からの集客力が増すと期待されている。こうした交通至便な立地であることから、和歌山県方面では和歌山市内だけでなく海南市や岩出市まで、大阪府泉南郡岬町や阪南市までの自家用車で30分で来店可能な約16万世帯・約42万人を商圏と見込んで開業することになった。
当施設の開業により、和歌山県内からの来店客が多くいたとされるイオンモールりんくう泉南の顧客を取り込んで、和歌山県外への消費の流出を抑える効果が期待できるとされている。
しかし、周辺の道路が慢性的に渋滞するなどの問題があり、開業初年度の来店者数は目標を約10%下回る約900万人に留まった。

#### 和歌山市内の商業への影響
昭和初期には大阪・ミナミと肩を並べるほどの繁華街であったぶらくり丁商店街では、1998年（平成10年）12月に和歌山大丸が駐車場不足や売場の小ささから来る競争力の不足で閉店、2001年（平成13年）2月26日に丸正百貨店が年自己破産を申請して閉店、同年5月にはビブレも閉店して集客力のある大規模小売店舗が全て閉店する事態となり、衰退傾向は一気に加速した。
さらに、当施設の開業などで競争が一段と激しくなることから業績の回復が難しくなるとして、当施設の概要発表直後の2013年（平成25年）12月26日に髙島屋が南海電鉄和歌山市駅ビルに出店している和歌山店を2014年（平成26年）8月末で閉店すると発表し、その後8月31日に高島屋和歌山店が閉店。和歌山市の中心市街地の空洞化が一段と進むことになった。
当施設が和歌山市の中心市街地からは離れていることから、中心市街地にとっては波及効果ではなく競合による顧客流出で空洞化が促進される恐れがあるとの指摘がなされている。
また、同じ和歌山市内にある県内最大手スーパーのオークワが運営するショッピングセンター「パームシティ和歌山」及び核店舗の「オークワ パームシティ和歌山店」は、当店との競合に対応するために改装を行い、2013年（平成25年）12月6日に「スーパーセンターオークワ パームシティ和歌山店」として業態転換の上、新装開業している。

### 施設の概要と特徴
地下1階・地上3階建て延床面積約128,000m2
商業施設面積は約69,000m2で、そのうち店舗面積は約48,500m2あり、開業時点では「イオン和歌山店」を核店舗として210の専門店が入居すると共に、シネマコンプレックスの「イオンシネマ」も出店していた。
ベンチやソファを随所に設置して休憩しながら買い物できるようにしたほか、店舗の周辺地域には子どもがいる世帯が多いことから、各階に授乳室などがある「ベビールーム」を設け、そのうち、1階と3階の部屋には遊び場を備えたものとするなど子供連れでの来店を想定した設備を導入しており、開業時から来店客が疲れにくいような配慮を行っていた。
子供連れへの配慮として、この他にも子ども用トイレ「キッズトイレ」や子ども用品店を集めた「キッズモール」などもを配置されていた。
また、「認知症サポーター」や「サービス介助士」による買い物支援などの高齢者向けのサービスも開業時から実施している。
また、屋内にテラスや催事が開催可能なスペースを設けたほか、「日本の棚田百選」に選ばれている有田川町の棚田である通称「あらぎ島」をイメージした棚田状の広場「ふじとパーク」を開設するなど、非商業施設も開業時から配置していた。

## 沿革
2009年（平成21年）
- 5月18日 - 大橋健一和歌山市長(当時)が南海本線和歌山大学前駅の東側にイオンモールが出店する計画があることを定例会見で公表[24]。

2012年（平成24年）
- 7月13日 - (仮称)イオンモール和歌山として開発計画を発表[11][6]。
- 11月15日 - 着工。[25]

2013年（平成25年）
- 12月9日 - 開業日や専門店などの概要を発表[12][5]。

2014年（平成26年）
- 3月2日 - 「イオン ふるさとの森」植樹祭を開催。[26]
- 3月13日 - 報道関係者向けの内覧会を開催[4]。
- 3月14日・15日 - 地元住民を対象とした内覧会を開催[9]。
- 3月16日 - 正式開業[2][3]。

2015年（平成27年）
- 6月20日 - 核店舗の「イオン和歌山店」を「イオンスタイル和歌山」に名称変更[要出典]。

## 主なテナント
開業時点では「イオン和歌山店」を核店舗として210の専門店が入居していた。

### イオンスタイル和歌山
開業時にイオン和歌山店として核店舗で出店。
開業時点では、約3,500m2の食品売り場があり、中でも牛肉消費量全国一となっていた和歌山県の地域性を考慮して精肉コーナーに力を入れており、直営店では珍しい対面式や量り売りも導入した。
また、高齢者や子ども連れなどへの配慮として「袋詰めサービス」を近畿地区では初めて導入している。
そして、衣料品売り場では和歌山大学が近隣にあることを考慮して若者向けを充実させた商品展開を開業時点では行った。
その他にも、開業時から和歌山県内全域を対象とするネットスーパーや、購入物を自宅まで届ける「即日便」といった配送関連のサービスも行っていた。

### 専門店
開業時点では、210の専門店が入居しており、近畿地方初出店の19店舗を含めて132店舗が和歌山県初出店と全店舗の60%以上を占めていた。
また、農産物直売所としては全国で初めての大型ショッピングセンターへの出店となった「産直市場よってって」が出店したほか、近隣に和歌山大学があること考慮して外資系ファッション店も多めに出店させていた。
その他にも、約1,000席のフードコートや自動車販売店4店舗も開設された。
出店テナント全店の一覧は「ショップリスト」を参照。

### イオンシネマ
10スクリーン合計約1,800席の「シネマコンプレックス」で、映画のシーンに合わせて前後左右に動く座席「D-BOX」や新型音響設備を近畿地方で初めて導入した。
なお、2004年（平成16年）12月に和歌山市郊外に10スクリーンと大型駐車場を備えたシネマコンプレックスの「ジストシネマ和歌山」（ガーデンパーク和歌山）が開業しており和歌山市内におけるシネマコンプレックスとしては2か所目である。また、ジストシネマ以外のシネマコンプレックスは県内初である。
| スクリーンNo. | 座席数 | 車椅子席 | 備考                                                 |
| ------------- | ------ | -------- | ---------------------------------------------------- |
| 1             | 118    | 2        |                                                      |
| 2             | 165    | 2        |                                                      |
| 3             | 115    | 2        |                                                      |
| 4             | 93     | 2        |                                                      |
| 5             | 165    | 2        |                                                      |
| 6             | 239    | 2        |                                                      |
| 7             | 376    | 3        | ドルビーアトモス ULTIRA、3D対応 一般席365、D-BOX席11 |
| 8             | 182    | 2        | 3D対応 一般席171、D-BOX席11                          |
| 9             | 165    | 2        | 3D対応                                               |
| 10            | 155    | 2        |                                                      |

## 交通
詳細は「アクセス」を参照。